# Anolis liogaster
Anolis liogaster (геррерський аноліс) — вид ігуаноподібних ящірок родини анолісових (Dactyloidae). Ендемік Мексики.

## Поширення і екологія
Геррерські аноліси мешкають в горах Південної Сьєрра-Мадре в мексиканському штаті Герреро. Вони живуть в підліску соснових і сосново-дубових лісів. Зустрічаються на висоті від 1500 до 2500 м над рівнем моря. Відкладають яйця.